# Neobisium minimum
Neobisium minimum är en spindeldjursart som först beskrevs av Beier 1928.  Neobisium minimum ingår i släktet Neobisium och familjen helplåtklokrypare. Inga underarter finns listade i Catalogue of Life.